# El color de la noche
El color de la noche (título original: Color of Night) es un thriller psicológico estadounidense de Richard Rush del año 1994. Bruce Willis y Jane March desempeñan los papeles principales en esta película.

## Argumento
El psiquiatra Bill Capa deja su consulta en Nueva York después de que un paciente se suicidase y visita en Los Ángeles a un colega amigo suyo, Bob Moore, donde conoce también a sus pacientes. 
Sin embargo, Moore es más tarde asesinado y el policía responsable del caso, Tte. Martínez, ve como sospechoso a Capa. Capa, decidido a aclarar el asesinato de su amigo, asume por ello la responsabilidad del grupo de pacientes de su amigo para buscar al asesino entre ellos, porque está convencido de que uno de ellos debe ser el asesino. Con el tiempo conoce a Rose, con la que empieza una relación.
Como se descubre con el tiempo, Rose también tiene relaciones con los demás miembros de su grupo, en parte eróticas. Puede ofrecer a cada uno de ellos lo que quiere, ya que conoce sus deseos a través de la terapia, Es – sin que los otros lo sepan – un miembro del grupo, disfrazado como su hermano menor Richie. Este, sin embargo, ha muerto desde hace mucho tiempo. Su hermano mayor Dale fue responsable de su muerte y, para compensar el trauma de lo ocurrido, obliga a Rose por todos los medios a hacerse pasar por él ante los demás, pero una vez que fue detenido y condenado a entrar en el grupo a causa de una falta que hizo, empezó a resurgir otra vez su verdadera personalidad, primero con el nombre de Bonnie ante los demás y luego ante Capa con su verdadero nombre, ya que se había enamorado de él.
En un almacén ocurre el enfrentamiento final entre Capa y el hermano mayor de Rose. Se descubre que él mató al amigo de Capa porque iba a descubrirlo todo. También descubre que mató a uno de los pacientes por la misma razón. Al final Rose lo mata para salvar la vida de Capa antes de que su hermano pueda hacerlo por la misma razón. Luego Capa evita que Rose se suicide por lo que ha hecho, superando así su trauma y ayudando a Rose a salir de su pesadilla. Se insinúa finalmente, que van a estar juntos desde entonces.

## Reparto
- Bruce Willis - Dr. Bill Capa
- Jane March - Rose
- Rubén Blades - Tte. Hector Martinez
- Lesley Ann Warren - Sondra Dorio
- Scott Bakula - Dr. Bob Moore
- Brad Dourif - Clark
- Lance Henriksen - Buck
- Kevin J. O'Connor - Casey Heinz
- Andrew Lowery - Dale Dexter
- Eriq La Salle - Det. Anderson
- Jeff Corey - Ashland
- Kathleen Wilhoite - Michelle
- Shirley Knight - Edith Niedelmeyer

## Recepción
La película se estrenó el 19 de agosto de 1994 en los Estados Unidos y en España el 20 de enero de 1995. Este pretencioso "thriller erótico", que fue hecho bajo la influencia del gran éxito que en su día tuvo la película Basic Instinct (1992), no tenía una trama buena y resultó ser poco convincente.
La película fue un fracaso de taquilla, pero aun así fue luego una de las cintas más alquiladas de 1995.